# Serginho (calciatore 2001)
Serginho, pseudonimo di Sérgio Pereira Andrade (29 gennaio 2001), è un calciatore portoghese, attaccante dell'Al-Wasl.

## Carriera
Fino al 2019 ha giocato nel settore giovanile della Belenenses, per poi passare in quello del Benfica, in cui gioca dal 2019 al 2021, anno in cui si trasferisce nell'Estoril Praia: anche con questo club trascorre una stagione giocando esclusivamente nelle giovanili, ma in seguito ha esordito in prima squadra il 19 agosto 2022, in occasione dell'incontro di Primeira Liga pareggiato per 2-2 contro il Rio Ave. Il 6 novembre 2022 realizza invece il suo primo gol in carriera tra i professionisti nei minuti di recupero della partita di campionato persa per 5-1 in casa contro il Benfica, in cui realizza l'ultimo gol del match; nel corso della stagione gioca poi anche le sue prime partite in carriera in Coppa del Portogallo e nella Coppa di Lega portoghese.

## Statistiche

### Presenze e reti nei club
Statistiche aggiornate al 26 novembre 2022.
| Stagione        | Squadra         | Campionato      | Campionato | Campionato | Coppe nazionali | Coppe nazionali | Coppe nazionali | Coppe continentali | Coppe continentali | Coppe continentali | Altre coppe | Altre coppe | Altre coppe | Totale | Totale |
| Stagione        | Squadra         | Comp            | Pres       | Reti       | Comp            | Pres            | Reti            | Comp               | Pres               | Reti               | Comp        | Pres        | Reti        | Pres   | Reti   |
| --------------- | --------------- | --------------- | ---------- | ---------- | --------------- | --------------- | --------------- | ------------------ | ------------------ | ------------------ | ----------- | ----------- | ----------- | ------ | ------ |
| 2022-2023       | Estoril Praia   | PL              | 7          | 1          | CP+CdL          | 1+1             | 0               |                    | -                  | -                  |             | -           | -           | 9      | 1      |
| Totale carriera | Totale carriera | Totale carriera | 7          | 1          |                 | 2               | 0               |                    | -                  | -                  |             | -           | -           | 9      | 1      |